# Velký smog 1952

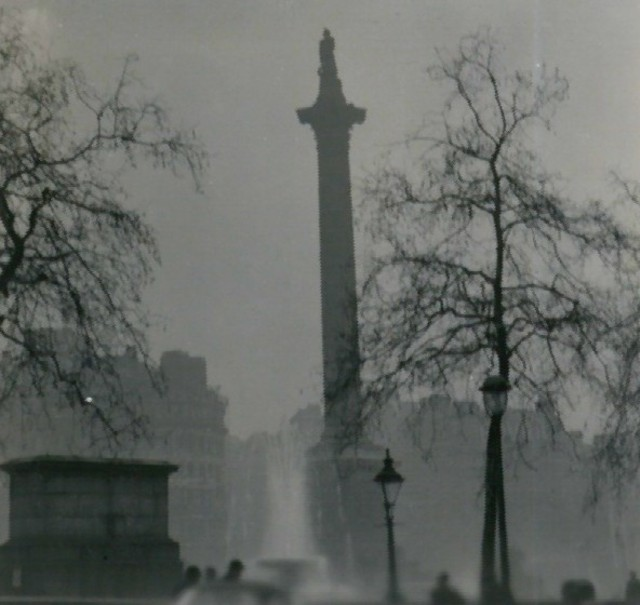
Nelsonův sloup v prosinci 1952

Velký smog zasáhl Londýn 5. prosince 1952 a trval do 9. prosince 1952. Tato pohroma způsobila smrt přibližně 12 000 obyvatel a byla hybnou silou změn k modernímu přístupu k životnímu prostředí, které se reflektovaly v řadě konferencí OSN (např. Deklarace Konference Organizace spojených národů o životním prostředí) a konceptu udržitelného rozvoje.
Počátkem prosince 1952 padla na Londýn hustá mlha. Vzhledem k ochlazení spálili Londýňané více uhlí než obvykle. Ve stejné době byla rovněž ukončena výměna původních elektrických tramvají za dieselové autobusy. Silně znečištěný vzduch byl uzavřen chladnou vzduchovou vrstvou a koncentrace nečistot se dramaticky zvýšila. Smog byl tak hustý, že občas znemožňoval dopravu. Vstupoval do budov, a tak byly rušeny koncerty, divadelní představení a promítání filmů, protože diváci neviděli na jeviště nebo na plátno kin.
Vzhledem k tomu, že Londýn byl známý výskytem mlhy, zpočátku nezavládla panika. Po určité době začala zdravotní služba srovnávat počet úmrtí s předchozími lety a bylo zjištěno, že v důsledku smogu zemřelo asi 4000 lidí – většinou velmi mladí nebo velmi staří lidé, kteří měli nějaké dýchací problémy. Do konce období smogu zemřelo asi dalších 8000 obyvatel Londýna.
Tyto šokující informace vedly k přehodnocení pohledu na znečištění vzduchu. Byly vydány regulační předpisy omezující použití znečišťujících paliv v průmyslu a pro vytápění domácnosti (například City of London Act z roku 1954 a Clean Air Acts z roku 1956 a 1968).